# Житников, Владимир Семёнович
Владимир Семёнович Житников (1918 — ?) — главный инженер Саратовского завода энергетического машиностроения, лауреат Государственной премии СССР 1969 года. Член КПСС с 1954 года.
Окончил Дальневосточный политехнический институт (1941) и до 1951 г. работал в Комсомольске-на-Амуре.
С 1951 года на Саратовском заводе энергетического машиностроения: начальник первого, затем второго цеха, с октября 1953 года — начальник ОТК, с июня 1955 года главный инженер.
Директор завода с июля 1961 по декабрь 1965 г. Затем, после возвращения Виктора Феофилактовича Фёдорова, снова главный инженер.
С сентября 1969 года главный инженер 6-го Главка Министерства электронной промышленности СССР (Москва). В 1977—1982 гг. курировал строительство Токамака ТМ-4А в Ливии.
В 1965 году присвоено учёное звание доцента.
Сочинения:
- Оборудование для производства резисторов [Текст]. — Москва : Энергия, 1979. — 207 с. : ил.; 24 см.
- Производство резисторов на поточных линиях : [Учеб. пособие для техн. уч-щ] / В. С. Житников, В. И. Куркин. — Москва : Высш. школа, 1980. — 216 с. : ил.; 22 см.
- Устройство и наладка оборудования электровакуумного производства : [Учеб. пособие для сред. ПТУ] / В. И. Куркин, В. С. Житников. — 3-е изд., перераб. и доп. — Москва : Высш. школа, 1981. — 319 с. : ил.; 22 см.

Государственная премия СССР 1969 года — за разработку, изготовление и внедрение серии автоматизированных линий для производства постоянных непроволочных, углеродистых резисторов с осевыми выводами.